# Testudinella amphora
Testudinella amphora är en hjuldjursart som beskrevs av Hauer 1938. Testudinella amphora ingår i släktet Testudinella och familjen Testudinellidae. Inga underarter finns listade i Catalogue of Life.